# Ga Bukhansan Ui
Ga Bukhansan Ui (Doseonsa) (Tiếng Hàn: 북한산우이(도선사입구)역, Hanja: 北漢山牛耳驛) là ga trên Tuyến Ui-Sinseol nằm ở Ui-dong, Gangbuk-gu, Seoul. Nó được mở cửa vào 2 tháng 9 năm 2017. Đường ray chạy thẳng đến ga Depot. Nhà ga nằm cạnh trung tâm điều hành Ui LRT.

## Lịch sử
- 2 tháng 3 năm 2017: Tên ga được quyết định là Ga Bukhansan Ui [5]
- 2 tháng 9 năm 2017: Bắt đầu hoạt động với việc khai trương Tuyến Ui-Sinseol

## Bố trí ga
| Bắt đầu·Kết thúc (Depot Ui ↑) |
| \| N/B                        |
| ↓ Công viên Solbat            |

| Hướng Bắc | ● Tuyến Ui-Sinseol | Kết thúc tại ga này (Một số chuyến đến Depot)                                             |
| Hướng Nam | ● Tuyến Ui-Sinseol | Hướng đi Hwagye · Solsaem · Đại học Nữ sinh Sungshin · Sinseol-dong → Kết thúc tại ga này |

## Xung quanh nhà ga
- Vườn quốc gia Bukhansan
- Núi Bukhansan
- Núi Dobongsan
- Doseonsa
- Đường Uiryeong
- Lăng mộ Yeonsangun
- Công viên khu phố Ssangmun
- Ui-dong Seongwon Sainteville
- Nghĩa trang Yanghogong Ahn Maeng-dam và Justice Minjoo

## Hình ảnh

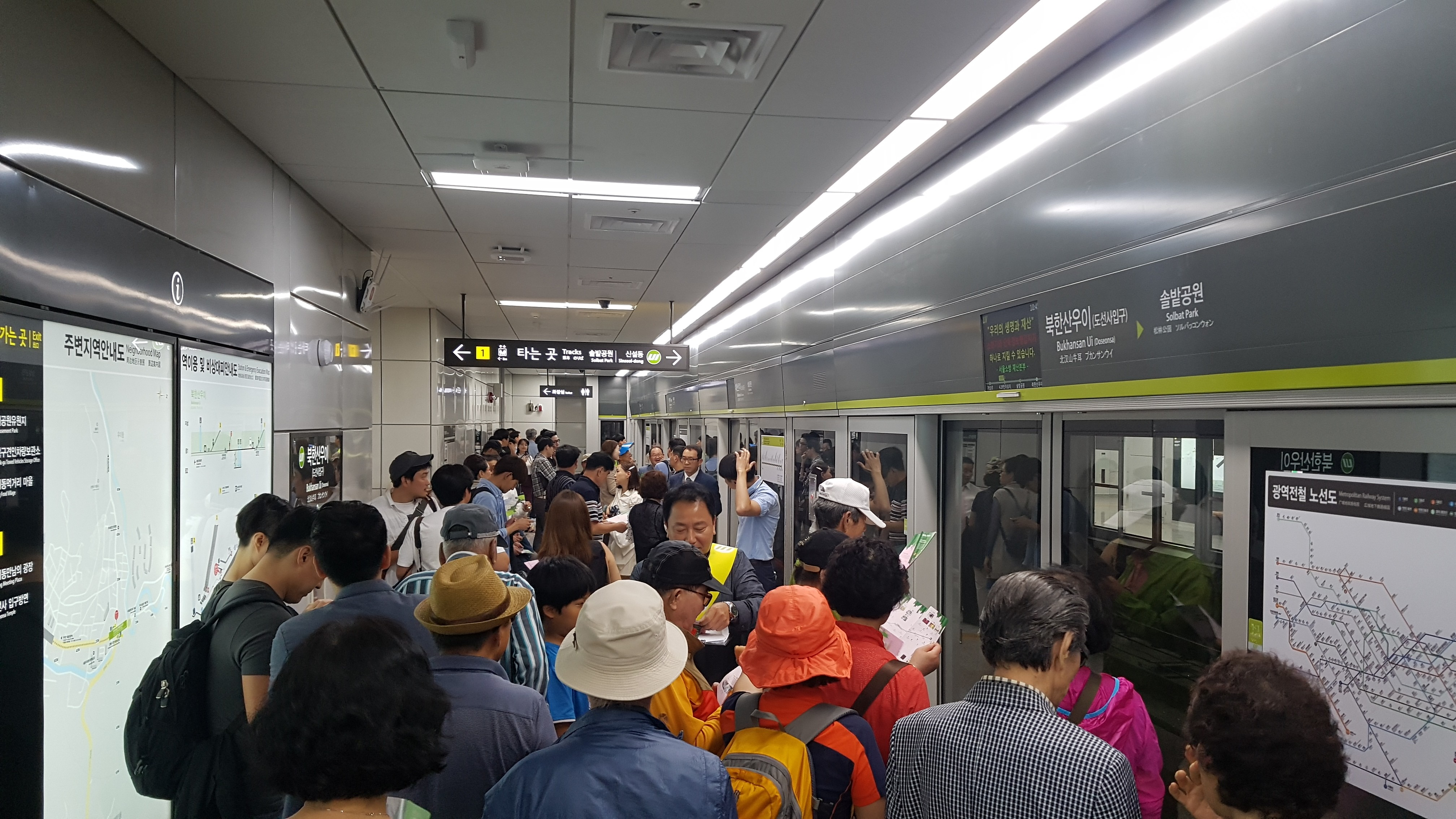
Sân ga
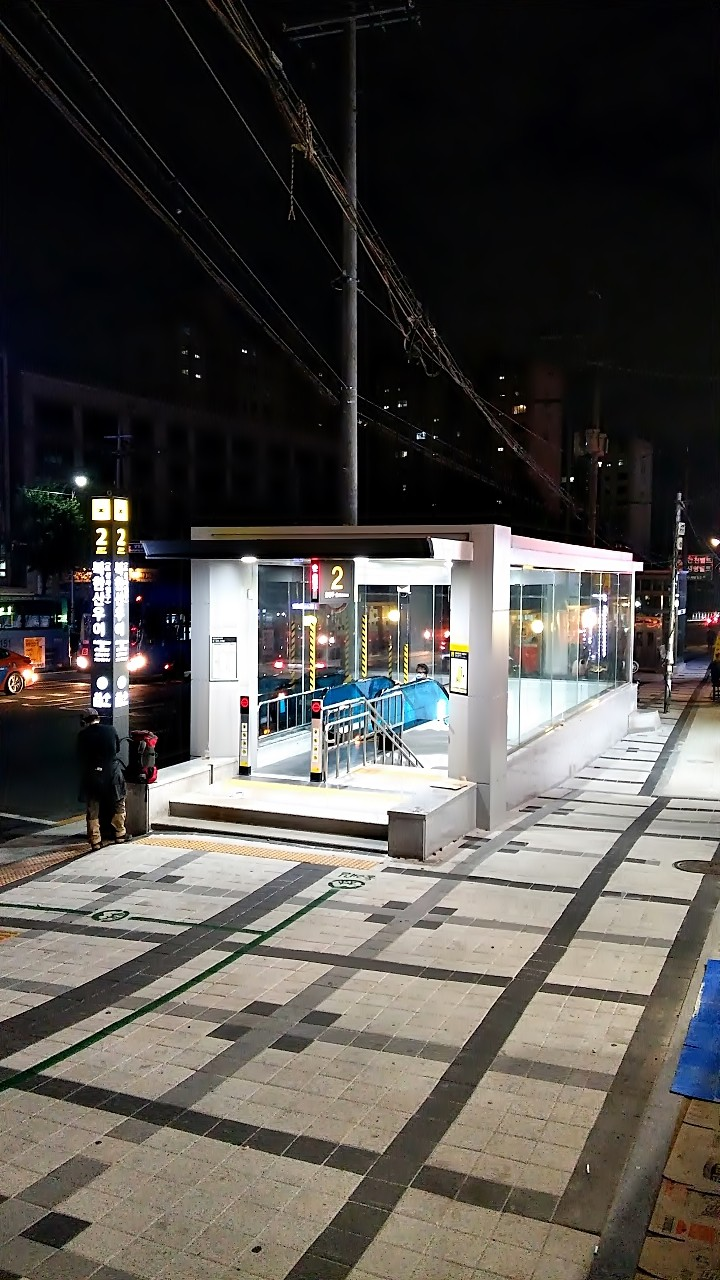
Lối ra 2